# Molise, Campobasso
Molise là một đô thị ở tỉnh Campobasso trong vùng Molise thuộc nước Ý, có vị trí cách khoảng 15 km về phía tây bắc của Campobasso. Tại thời điểm ngày 31 tháng 12 năm 2004, đô thị này có dân số 179 người và diện tích là 5,2 km².Nhưng con số ở thời điểm tháng 1 năm 2017 thì chỉ còn 166 người.
Molise giáp các đô thị: Duronia, Frosolone, Torella del Sannio.